# French Kiss
French Kiss (Brasil: Surpresas do Coração / Portugal: O Beijo) é um filme de comédia romântica dirigido por Lawrence Kasdan e estrelando Meg Ryan e Kevin Kline. O enredo conta a história de Charlie (Timothy Hutton) noivo de Kate (Meg Ryan), que liga de Paris, no intuito de lhe dizer que está apaixonado por outra mulher, uma francesa de nome Giuliette, ela não pensa duas vezes e vai atrás dele. Kate está tão decidida que passa por cima até mesmo de seu pânico por voar. Durante o voo ela conhece Luc (Kevin Kline), um ladrão que está foragido da polícia por ter roubado uma jóia. Kate e Luc vão juntos pela França.

## Elenco
- Meg Ryan como Kate
- Kevin Kline como Luc Teyssier
- Timothy Hutton como Charlie
- Jean Reno como Inspector Jean-Paul Cardon
- François Cluzet como Bob
- Susan Anbeh como Juliette
- Renée Humphrey como Lilly
- Michael Riley como M. Campbell
- Laurent Spielvogel como Concierge
- Victor Garrivier como Octave
- Elisabeth Commelin como Claire
- Julie Leibowitch como Olivia
- Miquel Brown como sargento Patton
- Louise Deschamps como a menina de Jean-Paul
- Olivier Curdy como o menino de Jean-Paul
- Claudio Todeschini como Antoine Teyssier
- Jerry Harte como Herb
- Thomasine Heiner como Mãe
- Joanna Pavlis como Mulher da voz
- Florence Soyez como atendente de voo
- Barbara Schulz como garota do beicinho
- Clément Sibony como garoto do beicinho
- Adam Brooks como passageiro perfeito
- Marianne Anska como policial #1
- Philippe Garnier como policial #2
- Frédéric Therisod como #3
- Patrice Juiff como oficial francês da alfândega
- Jean Corso como funcionário do Hotel George V
- François Xavier Tilmant como garçom do Hotel
- Williams Diols como garçom da praia
- Mike Johns como Lucien
- Marie-Christine Adam como mãe de Juliette
- Jean-Paul Jaupart como pai de Juliette
- Fausto Costantino como porteiro Beefy
- Jean-Claude Braquet como proprietário da moto Stolen
- Dominique Régnier como mulher bonita do passaporte
- Ghislaine Juillot como a esposa de Jean-Paul Cardon
- Inge Offerman como família alemã
- Nicholas Hawtrey como família alemã
- Wolfgang Pissors como família alemã
- Nikola Obermann como família alemã
- Alain Frérot como homem mais velho
- Dorothée Picard como Mrs. Cowen
- Jean Allain como Mr. Cowen[1]

## Produção
O papel principal de Luc foi originalmente escrito para Gerard Depardieu, mas Kevin Kline aceitou o papel quando Depardieu não estava disponível para o filme.

## Recepção da crítica
French Kiss teve recepção mista por parte da crítica especializada. Em base de 14 avaliações profissionais, alcançou uma pontuação de 50% no Metacritic. Revisão no site Rotten Tomatoes dá ao filme uma pontuação de 45% com base em comentários de 22 críticos.

## Remakes
French Kiss inspirou três remakes: o filme indiano Pyaar To Hona Hi Tha, estrelado por Kajol e seu marido Ajay Devgan, que apresentou um final um pouco diferente, o filme em língua malaiala Vettam, também da Índia de 2004 de Priyadarsan, filme em língua bengali Mon Mane Na de Sujit Guha e o filme em língua telugu Dongata de Kodi Rama Krishna e estrelado por Jagapathi babu e Soundarya.